# ルイ・トムリンソン
ルイ・トムリンソン（Louis William Tomlinson (出生名： Louis Troy Austin)、1991年12月24日 - ） はイングランド・ドンカスター出身の歌手、サッカー選手。ポジションはDF。イギリスのボーイズグループ、ワン・ダイレクションのメンバー。身長175cm。瞳の色はブルー。

## 略歴
イングランド、サウスヨークシャー・ドンカスターで、ジョハンナ・ポールストン（Johannah Poulston）とトロイ・オースティン（Troy Austin）の間に生まれた。両親はルイが生まれてすぐに離婚したため、現在は義父のマーク・トムリンソン（Mark Tomlinson）の苗字を使用している。父親違いの妹５人と弟１人、また母親違いの妹１人がいる。また、曽々祖父母からわずかにベルギーの血を引く。

## 私生活
2016年、Briana Jungwirth との間に息子が誕生している。
2016年、当時43歳であった母親のジョアンナを白血病で亡くしている。また、2019年に妹のフェリシティが薬物の過剰摂取で18歳の若さで死去している 。
2017年3月3日にアメリカのロサンゼルス国際空港でパパラッチに暴行を加えた容疑で逮捕された。その時共にいた彼女であるエレノア・カルダーをパパラッチが執拗に追いかけたことでルイが止めようとし、カメラマンを倒して軽傷を負わせてしまった。
その後警察に連行され、保釈金二万ドル(日本円で約230万円)を支払い翌朝に保釈された。3月29日に出廷を求められた。結果、不起訴となった。

## エピソード
- ファン（Directioner）などから親しみを込めて「Lou（ルー）」と呼ばれることも多い。

## ディスコグラフィ
| タイトル            | アルバム詳細 | チャート最高位 | チャート最高位 | チャート最高位 | チャート最高位 | チャート最高位 | チャート最高位 | チャート最高位 | チャート最高位 | チャート最高位 | チャート最高位 | 売上         |
| タイトル            | アルバム詳細 | UK             | AUS            | CAN            | FRA            | IRE            | ITA            | NLD            | NZ             | SWE            | US             | 売上         |
| ------------------- | --- | -------------- | -------------- | -------------- | -------------- | -------------- | -------------- | -------------- | -------------- | -------------- | -------------- | ------------ |
| ウォールズ / Walls  | - 発売日: 2020年1月31日 - レーベル: Syco, Arista, 78 - Formats: CD, digital download, streaming, LP, cassette picture disc                      | 4              | 6              | 9              | 48             | 15             | 12             | 18             | 27             | 38             | 9              | - US: 35,000 |
| Faith in the Future | ・発売日：2022年11月11日 ・レーベル：BMG（日本国内はWARNER MUSIC JAPAN） ・Formats: CD, digital download, streaming, LP, cassette, picture disc | 1              |                |                |                |                |                |                |                |                | 5              |              |